# Жанна де Бельвиль
Жанна де Бельвиль (фр. Jeanne de Belleville; 1300—1359) — французская аристократка, дочь Мориса IV де Бельвиля-Монтегю и Летисии де Партене, вторая жена Оливье IV де Клиссона с 1328 года. В 1343 году её муж был казнён за измену в Париже, куда приехал на турнир. Жанна сочла поведение короля Франции Филиппа VI в этой истории бесчестным и объявила ему войну. Она снарядила на свои деньги корабль и начала грабить французские корабли в Ла-Манше. После кораблекрушения нашла убежище в Англии. Там вышла замуж во второй раз — за сэра Уолтера Бентли.
В браке Жанны де Бельвиль и Оливье IV де Клиссона родились:
- Оливье V;
- Морис;
- Гийом;
- Изабо, жена Жана I де Рье, сеньора де Рье;
- Жанна, жена Жана д'Арпедана[3].